# 1900 aux échecs
| Années des échecs : 1897 - 1898 - 1899 - 1900 - 1901 - 1902 - 1903    |
| Décennies des échecs : 1870 - 1880 - 1890 - 1900 - 1910 - 1920 - 1930 |

Cet article présente les faits marquants de l'année 1900 aux échecs.

## Championnats nationaux
- Canada : Pas de championnat[1].
- Écosse : Daniel Yarnton Mills remporte le championnat[2].
- Empire russe : Pas de championnat[3].
- Suisse : Andreas Duhm remporte le championnat [4].

## Naissances
- Kurt Richter

## Nécrologie
- 12 février : Ellen Gilbert
- 18 avril : Rudolf Charousek
- 12 août : Wilhelm Steinitz, premier champion du monde de 1886 à 1893
- 23 août : Arved Heinrichsen (en)
- 10 novembre : Luigi Centurini